# کشانژ ماوه
کشانژ ماوه (به لهستانی:  Książ Mały) یک روستا در لهستان است که در گمینا کشانژ ویلکی واقع شده‌است.
 کشانژ ماوه  ۲۲۰ نفر جمعیت دارد.